# E・S・ガードナー
アール・スタンリー・ガードナー（Erle Stanley Gardner、1889年7月17日 - 1970年3月11日）は、アメリカ合衆国マサチューセッツ州モールデン (Malden) 生まれの推理作家、弁護士。ミドルネームはスタンレー、スタンリ、スタンレイなどの表記もある。
法廷弁護士「ペリー・メイスン」シリーズの作者として知られる。同シリーズの長編82冊の他に、小説以外のものも含め、彼の作品は約900編に及ぶ。
別名に、A・A・フェア (A.A. Fair)、カイル・コーニング (Kyle Corning)、チャールズ・M・グリーン (Charles M. Green)、カールトン・ケンドレイク (Carleton Kendrake)、チャールズ・J・ケニー (Charles J. Kenny)、レス・ティルレイ (Les Tillray)、ロバート・パー (Robert Parr) などがある。

## 経歴
父親は鉱山技師であったため、幼少期は各地を転々とする。
1909年にパロアルト高校（Palo Alto High School）を卒業、インディアナ州のバルパライソ大学（Valparaiso University School of Law）に入学するが1ヶ月で中退する。法律事務所に入り、1911年に独学で司法試験に合格して弁護士となった。2年後に独立し、カリフォルニア州マーセド (Merced) に自身の弁護士事務所を開く。しかしすぐにオックスナード (Oxnard) のI・W・スチュワート事務所に加わり、1918年まで在籍した。
1912年、ナタリー・フランセス・タルボット (Natalie Frances Talbert) と結婚、娘グレイスをもうける。カリフォルニア州ヴェンチュラに転居し、そこで1933年まで弁護士を務める。
1937年、カリフォルニア州テメキュラへ転居し、1970年3月11日に死去するまで、生涯をそこで過ごした。
1968年、長年にわたり秘書を務めていたアグネス・ジーン・ベセル (Agnes Jean Bethell) と結婚した。
弁護士業の傍ら、様々なペンネームを用いてパルプ・マガジンに短編小説を書き始め、『ブリーズィ・ストーリイズ』誌1921年6月号に掲載された短編「The Police of the House」でデビューする。
青年義賊である怪盗レスター・リース (Lester Leith)、弁護士ケン・コーニング (Ken Corning)、検事ダグラス・セルビイ (Doug Selby)、エド・ジェンキンズ (Ed Jenkins) など二十にも及ぶ多くのシリーズ・キャラクターを創造した。中でも最も成功したキャラクターは、1933年「ビロードの爪」で登場した弁護士ペリー・メイスンである。この成功によって一躍有名作家となった彼は、1934年には弁護士を止めて専業作家となった。
ガードナーがA・A・フェアのペンネームで書いたのが、私立探偵バーサ・クールとドナルド・ラム (Bertha Cool and Donald Lam) を主人公とした「クール&ラム」シリーズである。
地方検事ダグ・セルビイと彼の宿敵、悪徳弁護士A・B・カー（Alphonse Baker Carr）のシリーズはペリー・メイスンとは逆の方向（検察側）から描かれている。
第二次世界大戦後、「最後の法廷」(The Court of Last Resort) というプロジェクトを組織し、法律と調査の専門家である仲間たちと共に、自ら先頭に立って冤罪で有罪判決を受けた人々の再審請求に尽力した。
1952年にエドガー賞犯罪実話賞を受賞した。また1962年には巨匠賞を受賞した。
非常に多作かつ速筆の作家として有名である。また原稿を作らずテープ起こしを利用する独特の著作スタイルであった。

## 日本語訳された作品

### クール&ラム
- 屠所の羊 The Bigger They Come （1939年）
『ボスを倒せ』宇野利泰訳 六興・出版部 1957年 のち新潮文庫
田村隆一訳 早川書房 1961年 のち文庫
- ラム君、奮闘す Turn On the Heat （1940年）
三田村裕訳 早川書房 1962年 のち文庫
- 黄金の煉瓦 Gold Comes In Bricks （1940年）
尾坂力訳 早川書房 1960年 のち文庫
- 大当りをあてろ Spill the Jackpot （1941年）
砧一郎訳 早川書房 1960年
- 倍額保険 Double Or Quits （1941年）
田中小実昌訳 早川書房 1960年
- 梟はまばたきしない Owls Don't Blink （1942年）
田中小実昌訳 早川書房 1960年
- 蝙蝠（コウモリ）は夕方に飛ぶ Bats Fly At Dusk （1942年）
田中小実昌訳 早川書房 1960年
- 猫は夜中に散歩する Cats Prowl At Night （1943年）
田中小実昌訳　早川書房、1961年
- 斧でもくらえ Give 'em the Ax （1944年）
砧一郎訳 早川書房 1961年
- カラスは数をかぞえない Crows Can't Count （1946年）
田中小実昌訳 早川書房 1962年
- 馬鹿者は金曜日に死ぬ Fools Die On Friday （1947年）
井上一夫訳 早川書房 1957年
- 寝室には窓がある Bedrooms Have Windows （1949年）
田中小実昌訳 早川書房 1957年
- 嘘から出た死体 Top of the Heap （1952年）
田中小実昌訳 早川書房 1959年
- 女は待たぬ Some Women Won't Wait （1953年）
田中小実昌訳 早川書房 1958年
- 曲線美にご用心 Beware the Curves （1956年）
田中融二訳 早川書房 1958年
- 笑ってくたばる奴もいる You Can Die Laughing （1957年）
田中小実昌訳 早川書房 1959年
- スリップに気をつけて Some Slips Don't Show （1957年）
宇野利泰訳 早川書房 1958年
- カウント9 The Count of Nine （1958年）
宇野利泰訳 早川書房 1959年
- うまい汁 Pass the Gravey （1959年）
田中小実昌訳 早川書房 1960年
- おめかけはやめられない Kept Women Can't Quit （1960年）
田中西二郎訳 早川書房 1962年
- ひとり者はさびしい Bachelors Get Lonely （1961年）
宇野利泰訳 早川書房 1962年
- 悪銭は身につかない Shills Can't Count Chips （1961年）
庫田謙一訳 早川書房 1962
- ものはためし Try Anything Once （1962年）
鷺村達也訳 早川書房 1962年
- 釣りおとした大魚 Fish Or Cut Bait （1963年）
佐倉潤吾訳 早川書房 1963年
- ぬれ手で粟 Up for Grabs （1964年）
田中小実昌訳 早川書房 1964年
- 火中の栗 Cut Thin to Win （1965年）
多田雄二訳 早川書房 1970年
- 未亡人は喪服を着る Widows Wear Weeds （1966年）
三田村裕訳 早川書房 1968年
- 罠は餌をほしがる Traps Need Fresh Bait （1967年）
乾信一郎訳 早川書房 1967年
- 草は緑ではない All Grass Isn't Green （1970年）
三田村裕訳 早川書房 1972年
- The Knife Slipped （2016年）
執筆は1939年だが出版されなかった。未訳。ガードナー名義で没後に刊行[1]。

### ダグ・セルビイ
- 検事他殺を主張する The D.A. Calls It Murder （1937年）
平出禾訳 早川書房 1957年 のち文庫
- 検事燭をかかぐ The D.A. Holds a Candle （1938年）
稲葉由紀訳 早川書房 1960年
- 検事円を描く The D.A. Draws a Circle （1939年）
中桐雅夫訳 早川書房 1960年
- 検事出廷す The D.A. Goes to Trial （1940年）
平出禾訳 早川書房 1960 のち文庫
- 検事鵞鳥を料理する The D.A. Cooks a Goose （1942年）
中桐雅夫訳 早川書房 1960年
- 検事方向転換す The D.A. Calls a Turn （1944年）
平出禾訳 早川書房 1960年
- 検事封を切る The D.A. Breaks a Seal （1946年）
平出禾訳 早川書房 1959年
- 検事踏みきる The D.A. Takes a Chance （1949年）
宇野利泰訳 早川書房 1959年
- 検事卵を割る The D.A. Breaks An Egg （1949年）
平出禾訳 早川書房 1959年

### レスター・リース
- 『レスター・リースの冒険』
妹尾韶夫訳 早川書房 1956年 ハヤカワポケットミステリ289
  - 六人の肥った女 In Round Fingures  (1930年)
  - キャンディー・キッド The Candy Kid  (1931年)
  - 掌中の鳥 Bird in the Hand  (1932年)
  - いたずらな七つの帽子 The Seven Sinister Sombreros  (1939年)
  - 手は目よりも速し The Hand Is Quicker Than the Eye  (1939年)
  - 白い羽根 Lester Leith, Impersonator  (1939年)
- 『レスター・リースの冒険』
乾信一郎訳 ハヤカワ文庫 1984年
上記短編集を文庫化で『冒険』『新冒険』に分冊し、未収録の作品を追加したもの。
  - キャンデーだまし The Candy Kid  (1931年)
  - 鵜をまねるカラス Lester Leith, Financier (1943年)（「レスター・リース作家になる」）
  - モンキー・マーダー The Monkey Murder  (1938年)
  - 千ドルが一ドルに A Thousand to One  (1939年)
- 『レスター・リースの新冒険』
乾信一郎訳 ハヤカワ文庫 1984年
  - 六人の肥った女 In Round Fingures  (1930年)
  - 手中の鳥 Bird in the Hand  (1932年)
  - 手は目よりも速し The Hand Is Quicker Than the Eye  (1939年)
  - スカットルの内報 A Tip from Scuttle  (1929年)
  - リース式探偵法 The Exact Opposite  (1941年)（「正反対」「レスター・リースの探偵学校」）

3冊いずれも The Amazing Adventures of Lester Leith （本国版）を日本で独自編集したもの。
その他、50編以上の中短編のリースもの未訳作品がある。

### テリー・クレイン
- 奥の手の殺人 Murder Up My Sleave (1937年)
野中重雄訳 早川書房 1957年
- うしろ向きの驢馬 The Case of the Backward Mule  (1955年)
船戸牧子訳 早川書房 1966年

### エナメル・キッド
- キッド、トランプを切る The Kid Stacks a Deck (1932年)
- キッド、縄張りを荒らす The  Kid Muscles In (1933年)
- キッド、上前をはねる The Kid Takes a Cut (1933年)
- キッド、フライングをする The Kid Beats the Gun (1933年)
- キッド、汚名を返上する The Kid Covers a Kill (1933年)
- 怪盗エナメル小僧 The Kid Steals the Star (1934年)
- キッド、不正を正す The Kid Clears a Crook (1934年)
- キッド、債券を巻き上げる The Kid Clips a Coupon (1934年)
- キッド、鵞鳥を調理する The Kid Cooks a Goose (1934年)

邦訳はHMM（早川書房）・EQ（光文社）・ヒッチコック・マガジン（宝石社）掲載 。中短編集は未出版。

### 保安官ビル・エルドン
- 腹の空いた馬 Two Clues (1947年) - 以下の2中編を収録。ハヤカワポケットミステリ423
逃げだした金髪 The Clue of the Runaway Blonde
腹の空いた馬 The Clue of the Hungry Horse
常盤新平訳 早川書房 1958年

### コーニング弁護士
- 地獄の扉を打ち破れ The Top Comes Off - 以下の2中編ほか5編。ハヤカワポケットミステリ699
浄い金 Honest Money (1932年)
地獄の扉を打ち破れ The Top Comes Off (1932年)
井上一夫訳 早川書房 1962年
- はなれわざ Close Call (1933年)
- 恐喝は弾丸であらがえ Blackmail with Lead (1933年)

### ノンシリーズ
- これは殺人だ This Is Murder
平井イサク訳 早川書房 1955年
『これは殺人(ころし)だ！』小西宏訳 創元推理文庫 1964年
- 忘れられた殺人 The Clue of the Forgotten Murder
中桐雅夫訳 早川書房 1960年
小西宏訳 創元推理文庫 1963年
- おせっかいな潮 The Case of the Turning Tide　尾坂力訳 早川書房 1961年
- 牝牛は鈴を鳴らす The Case of the Smuggler's Bell　船戸牧子訳 早川書房 1961年
- けむるランプ The Case of the Smoking Chimney　常盤新平訳 早川書房 1963年

### 傑作選・その他
- 叫ぶ燕 尾坂力訳 早川書房 1976年
- ガードナー傑作集 各務三郎編 池央耿訳 番町書房 1977年4月

他多数。

## 未訳の作品

### エド・ジェンキンズ（Ed Jenkins）
73の中短編に登場する『ブラック・マスク』誌に掲載された代表的キャラクター。メイスンもの長編がスタート後も書き続けられた。
- Dead Men's Letters (1926年)
- Laugh That Off (1926年)
- The Wax Dragon (1927年)
- Grinning Gods (1927年)
- The Cat-Woman (1927年)
- Yellow Shadows (1928年)

### 囁く砂（Whispering Sand Story）
- Dead Whip Hand (1926年)
- The Law of Drifting Sand (1926年)
- The Valley of Little Fear (1930年)
- Stamp of the Desert (1931年)
- Singing Sand (1931年)

ミステリではなくゴールドラッシュに沸く西部を舞台にした冒険活劇（ウエスタン小説）。
他に、Senor Lobo、Sidney Zoom、Dane Skarle、Paul Pryなどのシリーズ多数あり。

## ノンフィクション
- 最後の法廷 新庄哲夫訳 早川書房 1959年
- 最後の法廷 続 新庄哲夫訳 早川書房 1959年